# マンダーシャイト (ベルンカステル＝ヴィットリヒ)
マンダーシャイト (独: Manderscheid) はドイツ連邦共和国 ラインラント＝プファルツ州ベルンカステル＝ヴィットリヒ郡にある市。マンダーシャイト連合自治体 (独: Verbandsgemeinde Manderscheid) の行政庁所在地となっている。